# Coryphaenoides grahami
Coryphaenoides grahami és una espècie de peix de la família dels macrúrids i de l'ordre dels gadiformes.

## Morfologia
- Els mascles poden assolir 40 cm de llargària total.[4][5]

## Hàbitat
És un peix d'aigües profundes que viu entre 1034-1280 m de fondària.

## Distribució geogràfica
Es troba a la costa oest de Sud-àfrica i a Austràlia (Nova Gal·les del Sud).